# Liste du patrimoine culturel immatériel de l'humanité en Somalie
Cet article recense les pratiques inscrites au patrimoine culturel immatériel en Somalie.

## Statistiques
La Somalie ratifie la convention pour la sauvegarde du patrimoine culturel immatériel le 23 juillet 2020. La première pratique protégée est inscrite en 2024.
En 2024, la Somalie compte 2 éléments inscrits au patrimoine culturel immatériel, sur la liste représentative.

## Listes

### Liste représentative
L'élément suivant est inscrit sur la liste représentative du patrimoine culturel immatériel de l'humanité :
| Élément | Type | Subdivision | Année | Lien  | Notes                               | Illus. |
| --- | --- | ----------- | ----- | ----- | ----------------------------------- | ------ |
| Le xeer ciise (so), droit coutumier oral des communautés somali-issa en Éthiopie, à Djibouti et en Somalie | traditions et expressions orales pratiques sociales, rituels et événements festifs connaissances et pratiques concernant la nature et l'univers | Somaliland  | 2024  | 02087 | Partagé avec Djibouti et l'Éthiopie |        |

### Patrimoine immatériel nécessitant une sauvegarde urgente
La Somalie ne compte aucun élément inscrit sur la liste du patrimoine immatériel nécessitant une sauvegarde urgente.

### Registre des meilleures pratiques de sauvegarde
La Somalie ne compte aucune pratique listée au registre des meilleures pratiques de sauvegarde.